# Saint-Amand-Longpré
Saint-Amand-Longpré is een gemeente in het Franse departement Loir-et-Cher (regio Centre-Val de Loire). De plaats maakt deel uit van het arrondissement Vendôme. Saint-Amand-Longpré telde op 1 januari 2022 1.214 inwoners.

## Geografie
De oppervlakte van Saint-Amand-Longpré bedroeg op 1 januari 2022 21,37 vierkante kilometer; de bevolkingsdichtheid was toen 56,8 inwoners per km².
De onderstaande kaart toont de ligging van Saint-Amand-Longpré met de belangrijkste infrastructuur en aangrenzende gemeenten.

## Demografie
Onderstaande figuur toont het verloop van het inwonertal (bron: INSEE-tellingen).